# Niebo – przystań
Niebo – przystań (ang. Heaven-Haven) – wiersz angielskiego poety katolickiego Gerarda Manleya Hopkinsa. Wiersze poety zostały ogłoszone pośmiertnie przez jego przyjaciela i utytułowanego literata Roberta Bridgesa.

## Charakterystyka ogólna
Omawiany wiersz jest krótki i liczy zaledwie osiem wersów w dwóch zwrotkach.
I have desired to go
Where springs not fail,
To fields where flies no sharp and sided hail
And a few lilies blow.
And I have asked to be
Where no storms come,
Where the green swell is in the havens dumb,
And out of the swing of the sea.

## Forma
Wiersz składa się z dwóch kwartyn z rymem okalającym abba. Ten typ strofy, nazywany czasem zwrotką kopertową, został spopularyzowany przez Alfreda Tennysona cyklem In memoriam. Utwór jest napisany wierszem generalnie jambicznym o zmiennej liczbie stóp, która wynosi od dwóch do pięciu. Tylko ostatni wers jest anapestyczny: sSssSssS. Tytuł wiersza zawiera typową dla Hopkinsa paronomazję.

## Treść
w podtytule zawarta jest informacja o sytuacji, w której zostaje wypowiedziany wiersz (A nun takes the veil). Jest on wyznaniem siostry zakonnej, która wybiera życie za murem klasztornym, by się odciąć od zgiełku i niepokoju zwykłego, świeckiego świata.

## Przekłady
Utwór przekładali na język polski Jerzy Pietrkiewicz i Wiktor Jarosław Darasz.